# 旅路 (鉄道車両)
旅路（たびじ）は、日本国有鉄道（国鉄）が1981年（昭和56年）に改造製作し、1987年（昭和62年）4月の国鉄分割民営化以降は西日本旅客鉄道（JR西日本）が2007年（平成19年）まで保有した和式客車で、ジョイフルトレインと呼ばれる車両の一種である。

## 概要

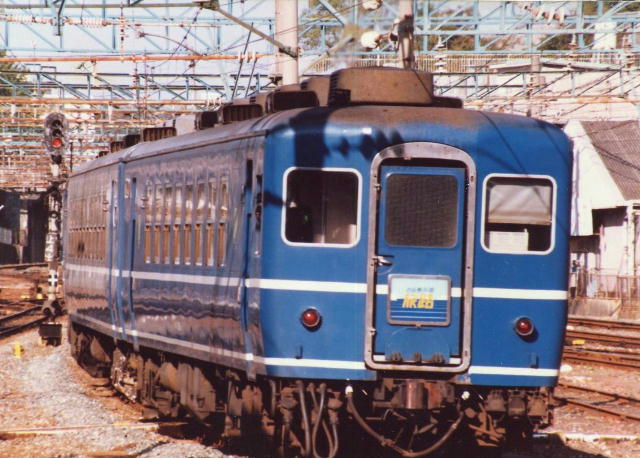
リニューアル前の「旅路」（熊本駅にて撮影）

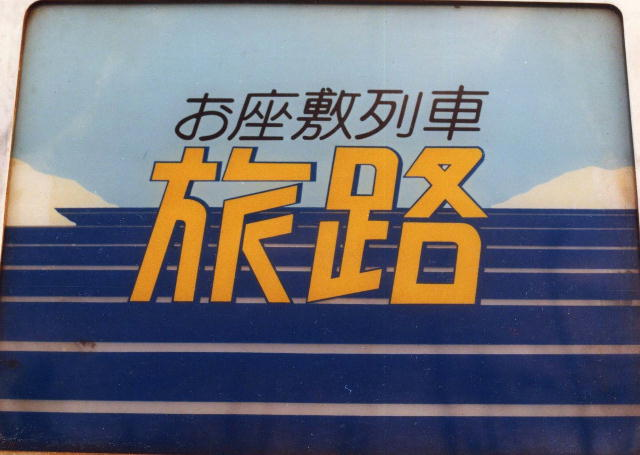
テールサイン

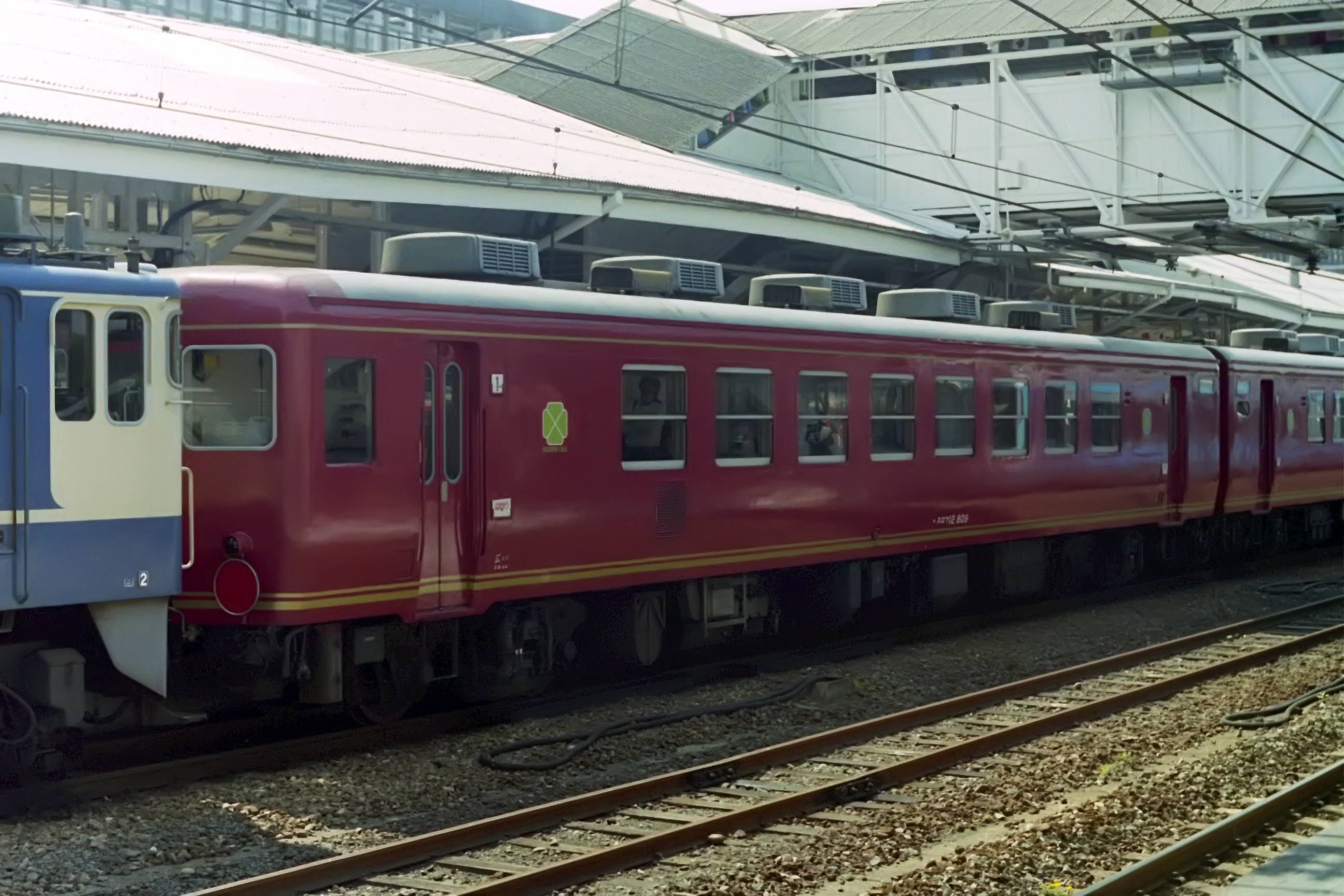
スロフ12 809 塗装変更後

国鉄広島鉄道管理局が1981年に改造製作した、車内を畳敷きにした和式客車である。いずれの車両も12系客車より改造されており、両端の車両はスロフ12形800番台、中間の車両はオロ12形800番台である。改造は幡生工場（現・下関総合車両所本所）が担当した。幡生工場が初めて手掛けた12系和式客車で、両端車の側扉が前後とも残っていることが特徴である。
車内にはアコーディアンカーテンで2部屋に仕切る事が出来る和室を持ち、この内3号車では半室がカーペット敷きでソファーを備えたサロン室と専用カウンターを持つ車販準備室を設置した(ここから他の車両への放送も可能である)。この他、各車に更衣室や物置を設置してトイレは、6両中1・3・5号車のトイレ設備を撤去し、大型物置としていた。
塗色については、改造落成当初は12系の標準色であったが、1987年3月に赤を基調に幕板と車体裾部に金色の帯を通したものに変更されている。
- 1号車：スロフ12 809「はまゆう」定員44人（スハフ12 41）
- 2号車：オロ12 817「きんもくせい」定員46人（オハ12 81）
- 3号車：オロ12 818「さくら」定員46人（オハ12 82）
- 4号車：オロ12 819「さるびあ」定員46人（オハ12 83）
- 5号車：オロ12 820「きょうちくとう」定員46人（オハ12 145）
- 6号車：スロフ12 810「さつき」定員44人（スハフ12 55）

## リニューアル

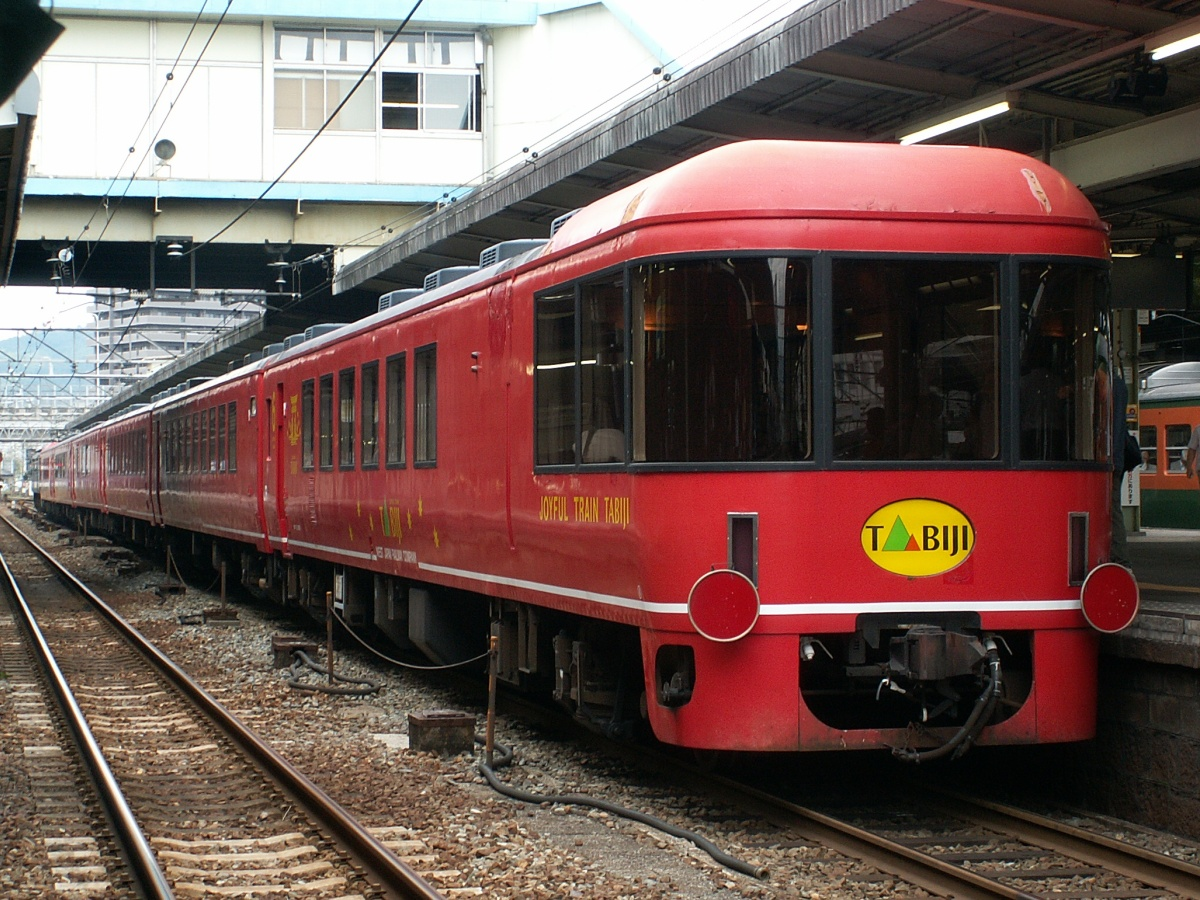
リニューアル後の「旅路」

本編成は、広島支社の団体臨時列車のパイオニアとして使用されてきたが、設備の陳腐化が目立つようになり、1994年（平成6年）10月の広島アジア大会開催を機に、設備をリニューアルすることになった。工期短縮のため、改造は吹田、鷹取、幡生の各工場で2両ずつ行われた。
その際、両端車の編成順序を入れ替え、旧トイレ側に曲面熱線吸収ガラスを備えた高屋根式の展望室を新設した。側窓はすべて固定式とし、ラウンジカーに改装された3号車の側窓は、既設の窓の2個分をつないで大形のものにしている。塗色は、赤をベースとして車体裾に白帯を通し、黄色でロゴを扉脇と腰板部中央に標記している。また、各車の愛称も廃止された。編成は次のとおりである。
- 1号車：スロフ12 810 定員32人 - 幡生工場改造
- 2号車：オロ12 817 定員43人 - 吹田工場改造
- 3号車：オロ12 818 定員外（ラウンジカー） - 鷹取工場改造
- 4号車：オロ12 819 定員46人 - 幡生工場改造
- 5号車：オロ12 820 定員43人 - 吹田工場改造
- 6号車：スロフ12 809 定員32人 - 鷹取工場改造

## 沿革
主に広島地区の団体臨時列車として運用された。
- 1981年（昭和56年）：運行開始。
- 1987年（昭和62年）：JR西日本に継承、同時に塗装変更。
- 1994年（平成6年）9月：リニューアル[2]。
- 2007年（平成19年）：廃車。